# S・A・ラヴォーチキン記念科学製造合同
S・A・ラヴォーチキン記念科学製造合同（ロシア語: НПО имени С. А. Лавочкина、OKB-301）はロシアの航空宇宙企業。ロシアの宇宙開発における主要企業であり、フォボス・グルントのような探査機やフレガートロケットなどの開発と製造を行っている。ヴィクトル・ハルトフが現社長となっている。
ロケット、衛星、惑星探査機など宇宙機器の開発と製造を行っている。また、幾つかの軍事製品開発にも携わっており、Oko早期警戒衛星や、プログノズ、アラスや民間衛星のクーポンなどにかかわっている。最も有名な計画はフォボス・グルントである。現在はエレクトロ-Lと呼ばれる新型気象衛星シリーズを開発中であり、これはナビゲータが標準化された衛星プラットフォームで、今後のロシアの衛星の基礎になると考えられている。

## 歴史
1937年にソビエト連邦の設計局OKB-301として設立された。設計の主任はウラジーミル・ペトローヴィチ・ゴルブーノフであった。1945年10月、セミョーン・アレクセーイェヴィチ・ラーヴォチュキンが設計局の主任に昇格し、第二次世界大戦中ピストンエンジン式の航空機の系統から区別されるようになり、後にミサイルやジェット戦闘機の開発を行うようになった。1960年の主任設計者死去の後再組織され、その名前からラヴォーチキン設計局と呼ばれるようになった。その後はルノホート計画、ベガ計画、フォボス計画などの惑星探査機や月探査機の設計などにかかわっている。
2012年1月、ラヴォーチキン役員はフォボス・グルント計画の失敗に伴ってコンピューターシステムの設計の再考慮を行わなかったため行政処分されている。

## 航空機
| - LaGG-1 - LaGG-3 - Gu-82 - K-37 - Gu-1 - La-5 - La-7 - La-9 - La-11 - La-15 - La-17 - La-120 - La-126 | - La-130 - La-132 - La-134 - La-138 - La-140 - La-150 - La-152 - La-154 - La-156 | - La-160 - La-168 - La-174 - La-176 - La-180 - La-190 - La-200 - La-205 - La-250 |

## ロケット・ミサイル
- ブーリャ
- フレガート

### 地対空ミサイル
- S-25ベールクト（SA-1 ギルド）
- S-75ドヴィナ（SA-2 ガイドライン）

## 宇宙機
| - アストロン - ルノホート計画 - ルノホート1号 - ルノホート2号 - ベネラ計画 - スプートニク7号 - ベネラ1号 - Venera 2MV-1 No.1 - Venera 2MV-1 No.2 - Venera 2MV-2 No.1 - コスモス27号 - ベネラ2号 - ベネラ3号 - ベネラ4号 - ベネラ5号 | - ベネラ計画 - ベネラ6号 - ベネラ7号 - ベネラ8号 - コスモス482号 - ベネラ9号 - ベネラ10号 - ベネラ11号 - ベネラ12号 - ベネラ13号 - ベネラ14号 - ベネラ15号 - ベネラ16号 | - ベガ計画 - ベガ1号 - ベガ2号 - マルス96 - Oko - ラジオアストロン - フォボス・グルント - ルナグローブ計画 |

## 註
1. ↑  “Russia starts building Moon spaceship, eyes Lunar base”.   Space Travel (2012年7月24日). 2013年12月11日閲覧。
2. ↑  Harvey, Brian (2007). “The design bureaus”. The Rebirth of the Russian Space Program (1st ed.). Germany: Springer. ISBN 978-0-387-71354-0
3. ↑  “Russia meteo satellite Electro-L successfully orbited”.   ITAR-TASS (2011年1月21日). 2013年12月11日閲覧。
4. ↑  “Phobos-Grunt chips supposedly were counterfeit”. ITAR-TASS. (2012年1月31日) 2012年5月7日閲覧。

- William H Mott, Robert B Sheldon, L Philip Sheldon (2000). Laser Satellite Communication: The Third Generation.  Greenwood Publishing Group. pp. 132. ISBN 1-56720-329-9
- GlobalSecurity.org - NPO Lavochkin